# Schleicher Aladár
Schleicher Aladár Pál (Zagyvapálfalva, 1881. július 12. – Budapest, 1962. szeptember 28.) magyar fémkohómérnök és metallográfus, a műszaki tudományok doktora (1952), egyetemi tanár, a Nehézipari Műszaki Egyetem díszdoktora, az ACTA TECHNIKA szerkesztője.

## Életpályája
1904-ben fémkohómérnöki diplomát kapott a selmecbányai Bányászati és Erdészeti Akadémián. 1904–1906 között ugyanitt tanársegédként dolgozott. 1906–1908 között a budapesti főfémjelző és fémbeváltó hivatal vegyésze, 1918–1922 között vezetője volt. 1910-ben a budapesti tudományegyetemen megszerezte a vegyészeti doktorátust. 1911-ben a charlottenburgi műegyetemen metallográfiai tanulmányokat folytatott. Az I. világháborúban (1914–1918) a bécsi tüzérségi arzenál anyagvizsgáló laboratóriumát vezette. 1919–1932 között a budapesti Műegyetemen a metallográfia magántanára, 1932-től nyilvános rendkívüli tanára volt. 1922-től az állami szolgálatból kilépett; tanácsadói magánmérnöki gyakorlatot folytatott. 1923–1928 között a soproni Bányászati és Erdészeti Főiskola meghívott előadója volt. A II. világháború idején (1939–1945) és 1945 után az iparügyi minisztériumban szakértőként tevékenykedett. 1946–1950 között a budapesti műszaki egyetemen metallográfiát adott elő. 1951-től a hazai szabványosításban is részt vett; a Magyar Tudományos Akadémia műszaki osztályának kiadásában megjelenő osztályközlemények, az Acta Technica és a Vaskohászati Enciklopedia szerkesztője volt. 1961-ben a Miskolci Egyetem díszdoktora lett.
Tudományos munkássága elsősorban a kész fémek és ötvözeteik tanulmányozására terjedt ki. Több tanulmánya jelent meg, egyebek közt a hazai fémkohászat történetéről is.
Sírja a Farkasréti temetőben található (1-1-231/232).

## Családja
Szülei: Schleicher Emil és Jávor Paula voltak. 1915. március 7-én, Budapesten házasságot kötött Goltz Annával. (1870-1942) 1943. november 15-én, Budapesten házasságot kötött Fauszt Adél Borbála Idával.

## Művei
- Néhány fémsulfid magatartása káliumcyanid oldatban (Bányászati és Kohászati Lapok, 1903)
- A cyánsav hydrolytos bomlásáról és erősségéről (Bányászati és Kohászati Lapok, 1910)
- A metallografia alapfogalmai (Budapest, 1917)
- Adatok a hazai nikkelkohászat és a losonci nikkelkohó történetéhez (Bányászati és Kohászati Lapok, 1947)
- A sárgaréz késő középkori feldolgozása és a dróthúzás kezdete Magyarországon (1953)
- A kislődi vashámor története (Nyersvastermelés bauxitos elegyből a XVIII. században) (1957)
- Római kori kemencék és leletek Tokodról (1960)